# Hilara fulvibarba
Hilara fulvibarba är en tvåvingeart som beskrevs av Gabriel Strobl 1899. Hilara fulvibarba ingår i släktet Hilara och familjen dansflugor. Inga underarter finns listade i Catalogue of Life.